# Le Regard de midi
Le Regard de midi (Hannajeui siseon en coréen) est un roman de Lee Seung-U, paru en 2009 en Corée, et en 2014 en France, aux éditions Decrescenzo.

## Résumé
L'histoire est celle d'un étudiant d'une vingtaine d'années, qui a toujours été choyé par sa mère, qui part à la rencontre du père qu'il n'a jamais connu. Le protagoniste prend pour prétexte sa maladie, la tuberculose, pour partir s'isoler dans le nord de la Corée du Sud, afin de se soigner. Il a en fait appris par son oncle l'existence de son père dans cette région frontalière avec le Nord, et s'est mis en tête de le retrouver et de le rencontrer. Celui-ci se révèle être un notable local, propriétaire d'une ferme, en pleine campagne électorale. Mais, le fils, voulant se faire remarquer auprès de son père, commet l'imprudence de s'adresser à lui à la fin d'un meeting. L'équipe d'un candidat concurrent remarque les faits et utilise l'existence de son fils naturel pour le discréditer. Le fils encombrant finit par se faire kidnapper par l'équipe de son père et séquestrer le temps des élections, avant de retourner auprès de sa mère et de sa petite amie. Mais, frustré, il n'aura finalement rencontré que brièvement deux fois son père.